# Rabov
Rabov (německy Rappauf) je zaniklá vesnice na území obce Bělá nad Radbuzou, v k. ú. Pleš v okrese Domažlice v Plzeňském kraji. Vesnice se nacházela mezi Pleší a vesnicí Václav. Administrativně spadala pod Pleš.

## Historie
První písemná zmínka o vesnici, respektive o sklárně nazývané plešskou sklárnou, pochází z roku 1718 a je zmiňována jako jedna z mnohých skláren v svatokřížském panství. Vyrábělo se zde tabulové sklo, korálky do růženců a knoflíky. Poslední historické zprávy o sklárně jsou z roku 1746 a rok později sklárna zanikla a již nejspíš nebyla obnovena. Místo sklářského průmyslu nastupuje dřevařský a v menší míře zemědělství. V historických zdrojích je vesnice často uváděna jako místní část obce Pleš.

## Obyvatelstvo
| Rok            | 1869 | 1880 | 1890 | 1900 | 1910 | 1921 | 1930 | 1950 | 1961 | 1970 | 1980 | 1991 | 2001 | 2011 |
| -------------- | ---- | ---- | ---- | ---- | ---- | ---- | ---- | ---- | ---- | ---- | ---- | ---- | ---- | ---- |
| Počet obyvatel | 18   | 11   | 18   | 12   | 9    | 6    | 4    | –    | –    | –    | –    | –    | –    | –    |
| Počet domů     | 3    | 3    | 3    | 2    | 2    | 1    | 1    | –    | –    | –    | –    | –    | –    | –    |